# مقاطعة دارجيلنغ
مقاطعة دارجيلنغ رمزها «DA» (بالإنجليزية: Darjeeling)‏ ، هو تقسيم إداري لدولة الهند تتبع ولاية البنغال الغربية (بالإنجليزية: West  Bengal)‏ ، مركزها هو مدينة دارجيلنغ (بالإنجليزية: Darjeeling)‏ عدد سكانها حسب تعداد سنة 2001 هو 1,605,900 ، مساحتها 3,149 كم² وكثافة السكان 510 لكل كم² .

## المناخ
يظهر الجدول التالي التغييرات المناخية على مدار السنة لمقاطعة دارجيلنغ:
| البيانات المناخية لـمقاطعة دارجيلنغ                                              | البيانات المناخية لـمقاطعة دارجيلنغ | البيانات المناخية لـمقاطعة دارجيلنغ | البيانات المناخية لـمقاطعة دارجيلنغ | البيانات المناخية لـمقاطعة دارجيلنغ | البيانات المناخية لـمقاطعة دارجيلنغ | البيانات المناخية لـمقاطعة دارجيلنغ | البيانات المناخية لـمقاطعة دارجيلنغ | البيانات المناخية لـمقاطعة دارجيلنغ | البيانات المناخية لـمقاطعة دارجيلنغ | البيانات المناخية لـمقاطعة دارجيلنغ | البيانات المناخية لـمقاطعة دارجيلنغ | البيانات المناخية لـمقاطعة دارجيلنغ | البيانات المناخية لـمقاطعة دارجيلنغ |
| الشهر                                                                            | يناير                               | فبراير                              | مارس                                | أبريل                               | مايو                                | يونيو                               | يوليو                               | أغسطس                               | سبتمبر                              | أكتوبر                              | نوفمبر                              | ديسمبر                              | المعدل السنوي                       |
| -------------------------------------------------------------------------------- | ----------------------------------- | ----------------------------------- | ----------------------------------- | ----------------------------------- | ----------------------------------- | ----------------------------------- | ----------------------------------- | ----------------------------------- | ----------------------------------- | ----------------------------------- | ----------------------------------- | ----------------------------------- | ----------------------------------- |
| الدرجة القصوى °م (°ف)                                                            | 16 (61)                             | 17 (63)                             | 23 (73)                             | 24 (75)                             | 25 (77)                             | 24 (75)                             | 25 (77)                             | 25 (77)                             | 25 (77)                             | 23 (73)                             | 19 (66)                             | 17 (63)                             | 25 (77)                             |
| متوسط درجة الحرارة الكبرى °م (°ف)                                                | 8 (46)                              | 9 (48)                              | 14 (57)                             | 17 (63)                             | 18 (64)                             | 18 (64)                             | 19 (66)                             | 18 (64)                             | 18 (64)                             | 16 (61)                             | 12 (54)                             | 9 (48)                              | 15 (58)                             |
| متوسط درجة الحرارة الصغرى °م (°ف)                                                | 2 (36)                              | 2 (36)                              | 6 (43)                              | 9 (48)                              | 12 (54)                             | 13 (55)                             | 14 (57)                             | 14 (57)                             | 13 (55)                             | 10 (50)                             | 6 (43)                              | 3 (37)                              | 9 (48)                              |
| أدنى درجة حرارة °م (°ف)                                                          | −3 (27)                             | −2 (28)                             | −1 (30)                             | 1 (34)                              | 6 (43)                              | 8 (46)                              | 9 (48)                              | 11 (52)                             | 10 (50)                             | 4 (39)                              | 2 (36)                              | −1 (30)                             | −3 (27)                             |
| الهطول مم (إنش)                                                                  | 13 (0.5)                            | 28 (1.1)                            | 43 (1.7)                            | 104 (4.1)                           | 216 (8.5)                           | 589 (23.2)                          | 798 (31.4)                          | 638 (25.1)                          | 447 (17.6)                          | 130 (5.1)                           | 23 (0.9)                            | 8 (0.3)                             | 3٬037 (119.6)                       |
| المصدر: http://www.bbc.co.uk/weather/world/city_guides/results.shtml?tt=TT004930 |                                     |                                     |                                     |                                     |                                     |                                     |                                     |                                     |                                     |                                     |                                     |                                     |                                     |